# Blåtjärnen (Leksands socken, Dalarna)
Blåtjärnen är en sjö i Leksands kommun i Dalarna och ingår i Dalälvens huvudavrinningsområde.